# David Cohen Nassi
David Cohen Nassi est un agriculteur et négociant hollandais du XVIIe siècle, qui contribua à l'installation de familles juives hollandaises sur l'île antillaise de Curaçao puis à Cayenne, avec Isaac Da Costa.
Né en 1612, il participa à l'histoire du Pernambouc, lorsque les néerlandais conquirent cette province brésilienne entre 1630 et 1635, puis il revint à Amsterdam.
En 1652, il amena des familles juives dans le territoire néerlandais de Curaçao. L'année précédente, en 1651, une première vague menée par Joao d’Ylan avait amené 10 à 12 familles de la communauté juive portugaise d'Amsterdam pour fonder une Congrégation Mikvé Israël, sur la plantation "De Hoop" ("L'espoir" en hollandais).
En 1659, il reçut enfin la permission de créer une colonie à Cayenne, alors sous domination hollandaise, ce qu'il fit en 1660. Joao d’Ylan participa aussi à la fondation de la communauté juive de Cayenne. Les deux hommes ont souhaité quitter Curaçao à une époque où l'île n'accueillait pas encore d'esclaves, les premiers n'apparaissant qu'après 1658.
Le troisième organisateur du regroupement, le plus important, fut le responsable des juifs de Livourne, Paulo Jacomo Pinto, qui organisa trois convois en 1659 et 1660, car il était inquiet de l'arrivée de juifs pauvres dans sa ville, causé par les persécutions subies à Oran, alors espagnole. En 1667, le gouverneur espagnol d'Oran (actuelle Algérie) va même décréter l'expulsion de tous les Juifs et des conversos. Ceux-ci rejoignent alors d'autres Juifs d'Oran. Les conversos reviennent au judaïsme. Le nombre de Juifs dans le port de Livourne fut multiplié par trente en un siècle, passant de 114 en 1601 à environ 3 000 en 1689, mais c'est surtout dans les années 1660 que Livourne centralise les réfugiés, persécutés par les autorités espagnoles à Oran, alors que la plupart parlent espagnol et n'ont jamais connu d'autres pays. Paulo Jacomo Pinto souhaitait les rassembler sur la Côte Sauvage en passant d'abord par Tobago, au large du Venezuela, qui avait été colonisées par des juifs hollandais d'Amsterdam dès 1622, dans le sillage de l'ancienne présence hollandaise autour des salines de Punta d'Araya.
David Cohen Nassi et Paulo Jacomo Pinto proposèrent la création d'un village juif autonome proche du site de Thorarica, habité par des juifs hollandais dès les années 1620, idée acceptée par les autorités britanniques qui offrent cinq hectares de terres non loin du fleuve Suriname, pour créer le village de Cassipora, du nom de la crique où il se situe. L’emplacement du village reste incertain à ce jour mais son cimetière, -le plus vieux cimetière juif de la colonie- a été retrouvé. L’épitaphe la plus ancienne date de 1666. Sous l’influence de Samuel Nassi, fils de David Cohen Nassi, la localité obtient une représentation au sein des instances de la colonie du Surinam et se dota de bateaux permettant la mise en place d’un commerce fluvial
Au cours de la seule année 1660, ce sont 152 juifs qui s'installent à Cayenne. Mais en 1664, la chute de cette colonie, au bénéfice des Français, les oblige à fuir au Suriname, que les hollandais avaient investi plus de 60 ans plus tôt.
Un autre marchand Juif de Récife, Isaac Da Costa, participa aussi à l'installation à Curaçao, puis à Cayenne et enfin au Suriname.
Vers 1693, les implantations se font du côté de Tucacas, au Venezuela.